# 1. division (håndbold)
 For alternative betydninger, se 1. division. (Se også artikler, som begynder med 1. division)
1. division er indenfor dansk håndbold den næstøverste række i håndboldens danmarksturnering på seniorplan hos begge køn. Rækken ovenover hedder Herreligaen; for mændenes vedkommende og Kvindeligaen hos kvinderne. Rækken under 1. division hedder 2. division.
Divisionen udgøres af 14 hold hos mændene og 12 hold hos kvindernes. Holdene møder hver modstander én gang ude og én gang hjemme.

## Oprykning til Ligaen

### Fra og med 2008/2009 (gældende)
Vinderen af 1. division sikrer sig direkte oprykning til ligaen, mens nr. 2-4 deltager i et kvalifikationsspil, hvori også deltager fem hold fra ligaen. Nemlig nr. sjettesidst, femtesidst, fjerdesidst, tredjesidst og næstsidst. Hvilket vil sige nr. 7-11 hos damerne og nr. 9-13 hos mændene. Der deltager altså otte hold i dette kvalifikationsspil. Og de fordeles med fire hold i to puljer. Når alle så har spillet to gange mod hver modstander – ude og hjemme – kvalificerer nr. 1 og 2 i hver pulje sig til ligaen, mens de to 3'ere spiller op til tre kampe mod hinanden, for at finde det sidste hold. Det tabende hold, samt de hold, der slutter på 4.-pladsen i sin pulje, skal deltage i 1. division i den efterfølgende sæson. Det hold, der slutter på sidstepladsen i ligaen (dvs. nr, 12 hos damerne og nr. 14 hos mændene), rykker direkte ned i 1. division.
Fra og med 2013/14 gælder ovenstående kun for herrerne. Hos kvinderne rykker vinderen fortsat direkte op i Kvindehåndboldligaen, men fremover skal nr. 2 skal møde nr. 11 fra ligaen (nr. næstsidst) og nr. 3 skal møde nr. 10 fra ligaen (nr. trejdesidst).

### Til og med 2007/2008 (tidligere)
Når de 26 kampe er afviklet, rykker vinderen op i ligaen, hvor de erstatter det hold, der sluttede på sidstepladsen dér. Nr. 2 skal møde det hold, der sluttede næstsidst i ligaen og nr. 3 skal møde det hold, der sluttede tredjesidst i ligaen. Disse kvalifikationskampe afvikles således, at første kamp skal spilles på ligaholdets hjemmebane. Anden kamp spilles i 1. divisionsholdets hjemmebane. Hvis det ene hold nu har opnået mindst tre points (enten efter to sejre (4 points) eller en sejr og en uafjort (3 points) er tingene afgjort og den samlede vindere spiller i ligaen i den efterfølgende sæson, mens taberen spiller i 1. division. Hvis holdene imidlertid har vundet en kamp hver, skal holdene ud i en tredje kamp. Og den spilles på ligaholdets hjemmebane.

## Nedrykning til 2. division
Som udgangspunkt rykker nr. 12, 13 og 14 ned i 2. division, mens nr. 10 og 11 skal spille kvalifikationskampe for at overleve. Dette gælder dog ikke, hvis et andethold til et hold i ligaen eller 1. division vinder sin 2. divisionspulje (der er tre puljer i 2. division), da andenhold ikke kan spille i 1. division. For hvert andethold, der vinder sin pulje i 2. division reduceres antallet af direkte nedrykkere og playoffpladserne (nr. 10 og 11) rykkes tilsvarende nedad.
Playoffholdene møder hvert et hold fra 2. division. Første kamp spilles på 2. divisionsholdets hjemmebane, returkampen spilles på 1. divisionsholdets hjemmebane. Holdet med den største målforskel efter de to kampe, spiller den efterfølgende sæson i 1. division.

## Nuværende hold i 1. division

### 2024-25
| Herrer                 | Damer               |
| ---------------------- | ------------------- |
| Aarhus Håndbold Herrer | Ajax København      |
| Elitesport Vendsyssel  | AGF Håndbold        |
| FIF                    | DHG Håndbold        |
| Norddjurs Håndbold     | Randers HK          |
| HC Midtjylland         | Ejstrup/Hærvejen HK |
| HC Odense              | Rødovre HK          |
| HØJ Elite              | Gudme HK            |
| Roskilde Håndbold      | Holstebro Håndbold  |
| Fåborg ØH              | HØJ Elite           |
| Odder Håndbold         | Roskilde Håndbold   |
| Rækker Mølle Håndbold  | Søndermarkens IK    |
| Skive FH               | TMS Ringsted        |
| Team Sydhavsøerne      |                     |
| TM Tønder              |                     |

## Hold i 1. division i de enkelte sæsoner
Herunder kan du se, hvilke hold, der har spillet i 1. division i de angivne sæsoner.
 Guld - Turneringsvinderen.

### 2008/2009
| Herrer                                              | Damer                                               |
| --------------------------------------------------- | --------------------------------------------------- |
| Lemvig Håndbold                                     | Frederikshavn Fox                                   |
| HC Midtjylland                                      | Team Tvis Holstebro                                 |
| Ikast f.S.                                          | Odense HF                                           |
| TM Tønder Håndbold                                  | TST, Hjørring                                       |
| Faaborg HK                                          | Ringkøbing Håndbold                                 |
| Odder Håndbold                                      | Nykøbing Falster Håndboldklub                       |
| SønderjyskE                                         | BK Ydun                                             |
| Nordkøbenhavn Håndbold                              | Nordsjælland Håndbold                               |
| Stoholm Håndbold                                    | Brabrand IF                                         |
| Aalborg HK                                          | Ringsted – Roskilde                                 |
| Elite 3000 Helsingør                                | Skive FH                                            |
| Skanderborg Håndbold                                | Bjerringbro FH                                      |
| Slagelse FH                                         | Silkeborg-Voel KFUM                                 |
| GV Ejby, Middelfart                                 | Nordkøbenhavn Håndbold                              |
| Kilde Arkiveret 17. januar 2022 hos Wayback Machine | Kilde Arkiveret 17. januar 2022 hos Wayback Machine |

### 2009/2010
| Herrer                                              | Damer                                               |
| --------------------------------------------------- | --------------------------------------------------- |
| Skive fH                                            | Ringkøbing Håndbold                                 |
| TM Tønder Håndbold                                  | Roskilde Håndbold                                   |
| Ribe-Esbjerg HH                                     | Silkeborg Voel KFUM                                 |
| Team Sydhavsøerne                                   | Nykøbing Falster Håndboldklub                       |
| Aalborg HK                                          | Frederikshavn Fox                                   |
| Stoholm Håndbold                                    | Lyngby HK                                           |
| Faaborg HK                                          | BK Ydun                                             |
| HC Midtjylland                                      | AGF Håndbold, Århus                                 |
| Odder Håndbold                                      | Fredericia HK 1990                                  |
| Ikast f. S.                                         | Øresund Håndbold                                    |
| Skanderborg Håndbold                                | Viby IF (Viby J)                                    |
| AG Håndbold                                         | Slagelse FH (Nedrykker)                             |
| Ajax København (Nedrykker)                          | Brabrand IF Håndbold                                |
| SønderjyskE                                         | TIHF Tåstrup-Ishøj HF                               |
| Kilde Arkiveret 17. januar 2022 hos Wayback Machine | Kilde Arkiveret 17. januar 2022 hos Wayback Machine |

### 2010/2011
| Herrer                                              | Damer                         |
| --------------------------------------------------- | ----------------------------- |
| Frederikshavn fI                                    | Ringkøbing Håndbold           |
| Skive fH                                            | Tarm-Foersum Håndbold         |
| Stoholm Håndbold                                    | Skive fH                      |
| Skanderborg Håndbold                                | AGF Håndbold                  |
| Odder Håndbold                                      | Brabrand IF Håndbold          |
| Vejle Bredballe HK                                  | Silkeborg Voel KFUM           |
| TM Tønder Håndbold                                  | Horsens HK                    |
| Ribe-Esbjerg HH                                     | Fredericia HK 1990            |
| SønderjyskE Guld                                    | Nykøbing Falster Håndboldklub |
| Faaborg HK                                          | Slagelse FH Guld              |
| Team Sydhavsøerne                                   | TMS Ringsted                  |
| TMS Ringsted                                        | Lyngby HK                     |
| Holte IF                                            | Øresund Håndbold              |
| Ajax København                                      | BK Ydun                       |
| Kilde Arkiveret 17. januar 2022 hos Wayback Machine |                               |

### 2011/2012
| Herrer                                                 | Damer                         |
| ------------------------------------------------------ | ----------------------------- |
| HØJ                                                    | Rødovre HK                    |
| FIF                                                    | SønderjyskE Håndbold          |
| Ajax København                                         | Ajax København                |
| TMS Ringsted                                           | Stilling Skanderborg Håndbold |
| GOG                                                    | IF Stjernen Odense            |
| HC Midtjylland                                         | Ringkøbing Håndbold           |
| HC-Fyn                                                 | Øresund Håndbold              |
| Fredericia HK                                          | Roskilde Håndbold             |
| Team Sydhavsøerne                                      | AGF Håndbold                  |
| Team Vesthimmerland                                    | Bjerringbro fH                |
| Stoholm Håndbold                                       | Lyngby HK                     |
| Odder Håndbold                                         | Nykøbing Falster Håndboldklub |
| Vejle Bredballe HK                                     | Skive fH Guld                 |
| Ribe-Esbjerg HH Guld                                   | Tarm-Foersum Håndbold         |
| Kilde Arkiveret 29. september 2017 hos Wayback Machine |                               |

### 2012/2013
| Herrer                                            | Damer                                               |
| ------------------------------------------------- | --------------------------------------------------- |
| Lemvig-Thyborøn Håndbold                          | Silkeborg Voel KFUM                                 |
| GOG Guld                                          | SK Århus                                            |
| Odder Håndbold                                    | Lyngby HK                                           |
| HIK Hellerup                                      | Nykøbing Falster Håndboldklub Guld                  |
| TM Tønder Håndbold                                | Bjerringbro fH                                      |
| Vejle Håndbold                                    | Ajax København                                      |
| HC Midtjylland                                    | Vendsyssel Håndbold                                 |
| Team Sydhavsøerne                                 | Roskilde Håndbold                                   |
| Ajax København                                    | VSH 2002                                            |
| Stoholm Håndbold                                  | Tarm-Foersum Håndbold                               |
| Team Vesthimmerland                               | Hadsten Sportsklub                                  |
| HRH 74 Roslev                                     | Fredericia HK                                       |
| Otterup HK                                        | BK Ydun                                             |
| Holte IF                                          | Tarm-Foersum Håndbold                               |
| Kilde Arkiveret 20. juni 2012 hos Wayback Machine | Kilde Arkiveret 2. februar 2014 hos Wayback Machine |

### 2013/2014
| Herrer                                                 | Damer                                                 |
| ------------------------------------------------------ | ----------------------------------------------------- |
| Ajax København                                         | Ajax København                                        |
| HC Midtjylland Guld                                    | Bjerringbro fH                                        |
| HØJ                                                    | Hadsten SK                                            |
| Lemvig-Thyborøn Håndbold                               | Lyngby HK                                             |
| Odder Håndbold                                         | Ringkøbing Håndbold                                   |
| Otterup HK                                             | Roskilde Håndbold                                     |
| Randers HH                                             | Silkeborg-Voel KFUM Guld                              |
| Stoholm Håndbold                                       | Skanderborg Håndbold                                  |
| SUS Nyborg                                             | SK Århus                                              |
| Svendborg Håndboldklub                                 | Tarm-Foersum Håndbold                                 |
| Team Sydhavsøerne                                      | Team Haderslev KFUM                                   |
| Team Vesthimmerland                                    | TMS Ringsted                                          |
| TM Tønder Håndbold                                     | Vendsyssel Håndbold                                   |
| Vejle Håndbold                                         | VSH 2002                                              |
| Kilde Arkiveret 26. september 2013 hos Wayback Machine | Kilde Arkiveret 31. december 2013 hos Wayback Machine |

### 2014/2015
| Herrer                                               | Damer                                                |
| ---------------------------------------------------- | ---------------------------------------------------- |
| AGF Håndbold                                         | Ajax København                                       |
| Ajax København                                       | Bjerringbro FH                                       |
| HIK Håndbold                                         | DHG Odense                                           |
| HØJ                                                  | Hadsted                                              |
| IK Skovbakken                                        | Horsens HK                                           |
| Nordsjælland Håndbold Guld                           | Lyngby HK                                            |
| Randers HH                                           | Roskilde Håndbold                                    |
| Rækker Mølle KFUM                                    | Rødovre HK                                           |
| Skive fH                                             | Skanderborg Håndbold                                 |
| SUS Nyborg                                           | SønderjyskE Damehåndbold Guld                        |
| Team Sydhavsøerne                                    | Tarm-Foersum GF                                      |
| Team Vesthimmerland                                  | TMS Ringsted                                         |
| TM Tønder Håndbold                                   | Vendsyssel Håndbold                                  |
| TMS Ringsted                                         | VHS 2002                                             |
| Kilde Arkiveret 24. oktober 2014 hos Wayback Machine | Kilde Arkiveret 24. oktober 2014 hos Wayback Machine |

### 2015/2016
| Herrer                                              | Damer                                               |
| --------------------------------------------------- | --------------------------------------------------- |
| Ajax København                                      | Ajax København                                      |
| HIK                                                 | Bjerringbro FH                                      |
| HØJ Elite                                           | BK Ydun                                             |
| Hjallerup IF                                        | DHG Odense                                          |
| IK Skovbakken                                       | EH Aalborg                                          |
| Køge Håndbold                                       | Fredericia HK 1990                                  |
| Lemvig-Thyborøn Håndbold                            | Hadsten Sports Klub                                 |
| Odder Håndbold                                      | Lyngby HK                                           |
| Otterup HK                                          | Roskilde Håndbold                                   |
| Randers Herre Håndbold Guld                         | Rødovre HK                                          |
| Team Sydhavsøerne                                   | Skanderborg Håndbold Guld                           |
| Team Vesthimmerland                                 | TMS Ringsted                                        |
| TMS Ringsted                                        | Vendsyssel Håndbold                                 |
| TM Tønder Håndbold                                  | VSH 2002                                            |
| Kilde Arkiveret 13. august 2016 hos Wayback Machine | Kilde Arkiveret 11. januar 2017 hos Wayback Machine |

### 2016/2017
| Herrer                                                             | Damer                                                              |
| ------------------------------------------------------------------ | ------------------------------------------------------------------ |
| Ajax København                                                     | Aalborg HK                                                         |
| Fredericia HK 1990                                                 | Ajax København Guld                                                |
| Frederikshavn FI                                                   | Bjerringbro FH                                                     |
| HIK                                                                | DHG Odense                                                         |
| HØJ Elite                                                          | EH Aalborg                                                         |
| Korsør Slagelse Elitehåndbold                                      | Fredericia HK 1990                                                 |
| Lemvig-Thyborøn Håndbold                                           | Hadsten Sports Klub                                                |
| Nordsjælland Håndbold Guld                                         | Horsens HK                                                         |
| Odder Håndbold                                                     | Lyngby HK                                                          |
| Otterup HK                                                         | Roskilde Håndbold                                                  |
| Skive fH                                                           | SønderjyskE Damehåndbold                                           |
| SUS Nyborg                                                         | TMS Ringsted                                                       |
| Team Sydhavsøerne                                                  | Vendsyssel Håndbold                                                |
| TMS Ringsted                                                       | VSH 2002                                                           |
| Kilde Arkiveret 22. december 2022 hos Wayback Machine 1. juni 2017 | Kilde Arkiveret 22. december 2022 hos Wayback Machine 1. juni 2017 |

### 2017/2018
| Herrer                                                             | Damer                                                              |
| ------------------------------------------------------------------ | ------------------------------------------------------------------ |
| Ajax København                                                     | AGF                                                                |
| FIF                                                                | Bjerringbro FH                                                     |
| Fredericia HK 1990                                                 | BK Ydun                                                            |
| Frederikshavn FI                                                   | EH Aalborg Guld                                                    |
| HEI Skæring                                                        | Fredericia HK 1990                                                 |
| HØJ Elite                                                          | Gudme HK                                                           |
| Lemvig-Thyborøn Håndbold                                           | Hadsten Sports Klub                                                |
| Odder Håndbold                                                     | HH Elite                                                           |
| Otterup HK                                                         | Lyngby HK                                                          |
| Randers HH                                                         | Roskilde Håndbold                                                  |
| Skive fH                                                           | Rødovre HK                                                         |
| Stoholm Håndbold                                                   | SønderjyskE Damehåndbold                                           |
| Team Sydhavsøerne                                                  | TMS Ringsted                                                       |
| TMS Ringsted Guld                                                  | Vendsyssel Håndbold                                                |
| Kilde Arkiveret 22. december 2022 hos Wayback Machine 1. juni 2018 | Kilde Arkiveret 27. december 2022 hos Wayback Machine 1. juni 2018 |

### 2018/2019
| Herrer                                                             | Damer                                                              |
| ------------------------------------------------------------------ | ------------------------------------------------------------------ |
| Ajax København                                                     | AGF                                                                |
| Fredericia HK 1990 Guld                                            | Bjerringbro FH                                                     |
| Frederikshavn FI                                                   | DHG Odense                                                         |
| HC Odense                                                          | Fredericia HK 1990                                                 |
| HEI Skæring                                                        | Gudme HK                                                           |
| HØJ Elite                                                          | Hadsten Sports Klub                                                |
| Køge Håndbold                                                      | HH Elite Guld                                                      |
| Odder Håndbold                                                     | Oddense-Otting Håndbold                                            |
| Otterup HK                                                         | Roskilde Håndbold                                                  |
| Randers HH                                                         | SønderjyskE Damehåndbold                                           |
| Skive fH                                                           | TMS Ringsted                                                       |
| Stoholm Håndbold                                                   | Vendsyssel Håndbold                                                |
| Team Sydhavsøerne                                                  |                                                                    |
| TM Tønder Håndbold                                                 |                                                                    |
| Kilde Arkiveret 22. december 2022 hos Wayback Machine 1. juni 2019 | Kilde Arkiveret 22. december 2022 hos Wayback Machine 1. juni 2019 |

### 2019/2020
| Herrer                                                             | Damer                                                              |
| ------------------------------------------------------------------ | ------------------------------------------------------------------ |
| Ajax København                                                     | Bjerringbro FH                                                     |
| FIF                                                                | DHG Odense                                                         |
| HC Midtjylland                                                     | Gudme HK                                                           |
| HC Odense                                                          | Hadsten Sports Klub                                                |
| HEI Skæring                                                        | IF Stjernen Odense                                                 |
| HØJ Elite                                                          | Ringkøbing Håndbold                                                |
| IK Skovbakken                                                      | Roskilde Håndbold                                                  |
| Odder Håndbold                                                     | Rødovre HK                                                         |
| Otterup HK                                                         | Sæby HK                                                            |
| Roskilde Håndbold                                                  | SønderjyskE Damehåndbold                                           |
| Skive fH                                                           | TMS Ringsted                                                       |
| Team Sydhavsøerne                                                  | Vendsyssel Håndbold Guld                                           |
| TMS Ringsted Guld                                                  |                                                                    |
| TM Tønder Håndbold                                                 |                                                                    |
| Kilde Arkiveret 22. december 2022 hos Wayback Machine 1. juni 2020 | Kilde Arkiveret 22. december 2022 hos Wayback Machine 1. juni 2020 |

### 2020/2021
| Herrer                                                             | Damer                                                              |
| ------------------------------------------------------------------ | ------------------------------------------------------------------ |
| Ajax København                                                     | AGF                                                                |
| Elitesport Vendsyssel                                              | Bjerringbro FH                                                     |
| Grindsted GIF                                                      | DHG Odense                                                         |
| HC Midtjylland                                                     | EH Aalborg                                                         |
| HC Odense                                                          | Gudme HK                                                           |
| HEI Skæring                                                        | Hadsten Sports Klub                                                |
| HØJ Elite                                                          | Lyngby HK                                                          |
| IK Skovbakken                                                      | Ringkøbing Håndbold Guld                                           |
| Nordsjælland Håndbold Guld                                         | Roskilde Håndbold                                                  |
| Otterup HK                                                         | Rødovre HK                                                         |
| Skive fH                                                           | SønderjyskE Damehåndbold                                           |
| SUS Nyborg                                                         | TMS Ringsted                                                       |
| Team Sydhavsøerne                                                  |                                                                    |
| TM Tønder Håndbold                                                 |                                                                    |
| Kilde Arkiveret 22. december 2022 hos Wayback Machine 1. juni 2021 | Kilde Arkiveret 22. december 2022 hos Wayback Machine 1. juni 2021 |

### 2021/2022
| Herrer                                                             | Damer                                                              |
| ------------------------------------------------------------------ | ------------------------------------------------------------------ |
| Ajax København                                                     | AGF                                                                |
| Elitesport Vendsyssel                                              | Bjerringbro FH                                                     |
| FIF                                                                | DHG Odense                                                         |
| Grindsted GIF                                                      | EH Aalborg                                                         |
| HC Midtjylland Guld                                                | Gudme HK                                                           |
| HC Odense                                                          | Hadsten Sports Klub                                                |
| HEI Skæring                                                        | Lyngby HK                                                          |
| HØJ Elite                                                          | Roskilde Håndbold                                                  |
| IK Skovbakken                                                      | Rødovre HK                                                         |
| Odder Håndbold                                                     | SønderjyskE Damehåndbold Guld                                      |
| Otterup HK                                                         | TMS Ringsted                                                       |
| Roskilde Håndbold                                                  | Vendsyssel Håndbold                                                |
| Team Sydhavsøerne                                                  |                                                                    |
| TM Tønder Håndbold                                                 |                                                                    |
| Kilde Arkiveret 22. december 2022 hos Wayback Machine 1. juni 2022 | Kilde Arkiveret 22. december 2022 hos Wayback Machine 1. juni 2022 |

### 2022/2023
| Herrer                                                               | Damer                                                                |
| -------------------------------------------------------------------- | -------------------------------------------------------------------- |
| Aarhus HC                                                            | AGF                                                                  |
| Ajax København                                                       | Bjerringbro FH                                                       |
| FIF                                                                  | DHG Odense                                                           |
| Grindsted GIF                                                        | EH Aalborg                                                           |
| HEI Skæring                                                          | Ejstrup/Hærvejen                                                     |
| HØJ Elite                                                            | Gudme HK                                                             |
| IK Skovbakken                                                        | Hadsten Sports Klub                                                  |
| Odder Håndbold                                                       | HIK Håndbold                                                         |
| Otterup HK                                                           | Holstebro Håndbold                                                   |
| Roskilde Håndbold                                                    | Roskilde Håndbold                                                    |
| Rækker Mølle Håndbold                                                | Søndermarkens IdK                                                    |
| Team Sydhavsøerne                                                    | TMS Ringsted                                                         |
| TMS Ringsted                                                         |                                                                      |
| TM Tønder Håndbold                                                   |                                                                      |
| Kilde Arkiveret 22. december 2022 hos Wayback Machine 1. august 2022 | Kilde Arkiveret 22. december 2022 hos Wayback Machine 1. august 2022 |